# Edgard Scandurra
Edgard José Scandurra Pereira (San Paolo, 5 febbraio 1962) è un cantante, musicista e polistrumentista brasiliano.

## Biografia
Come solista ha inciso solo sei album (di cui uno live), preferendo l'attività di polistrumentista per diversi gruppi, in particolare gli Ira! e gli Ultraje a Rigor. Musicista mancino, è acclamato soprattutto per le sue esibizioni alla chitarra.
Numerose le sue collaborazioni con altri artisti, tra cui Kid Abelha, Vange Milliet, Os Paralamas do Sucesso, Vespas Mandarinas, Lobão e Guilherme Arantes.

## Vita privata
Ha quattro figli: Daniel (musicista e bassista, nato dal suo breve matrimonio con la cantante Taciana Barros), Lucas, Joaquim ed Estela.

## Discografia parziale

### Solista
- 1989 - Amigos Invisíveis (WEA)
- 1996 - Benzina (Rock It)
- 2003 - Dream Pop (ST2 Records)

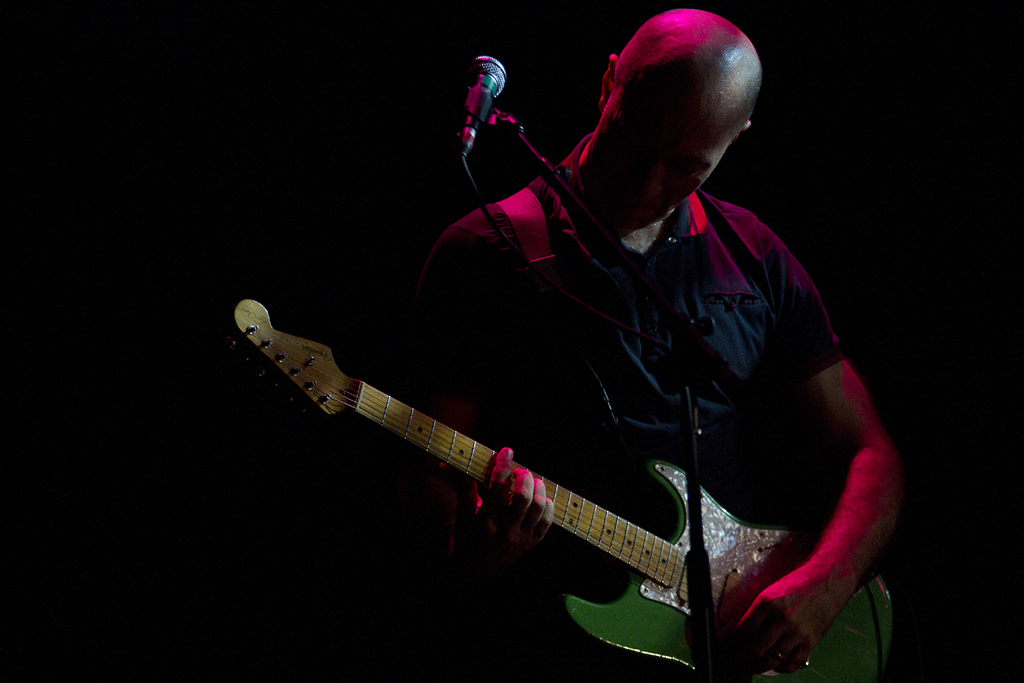
Edgard Scandurra in concerto

- 2004 - Benzina Remixes (ST2 Records)
- 2006 - Amor Incondicional (ST2 Records)
- 2010 - Edgard Scandurra Ao Vivo (Cultura Marcas)

### Con gli Ira!
- Ira! (1983)
- Mudança de Comportamento (1985)
- Vivendo e Não Aprendendo (1986)
- Psicoacústica (1988)
- Clandestino (1989)
- Meninos da Rua Paulo (1991)

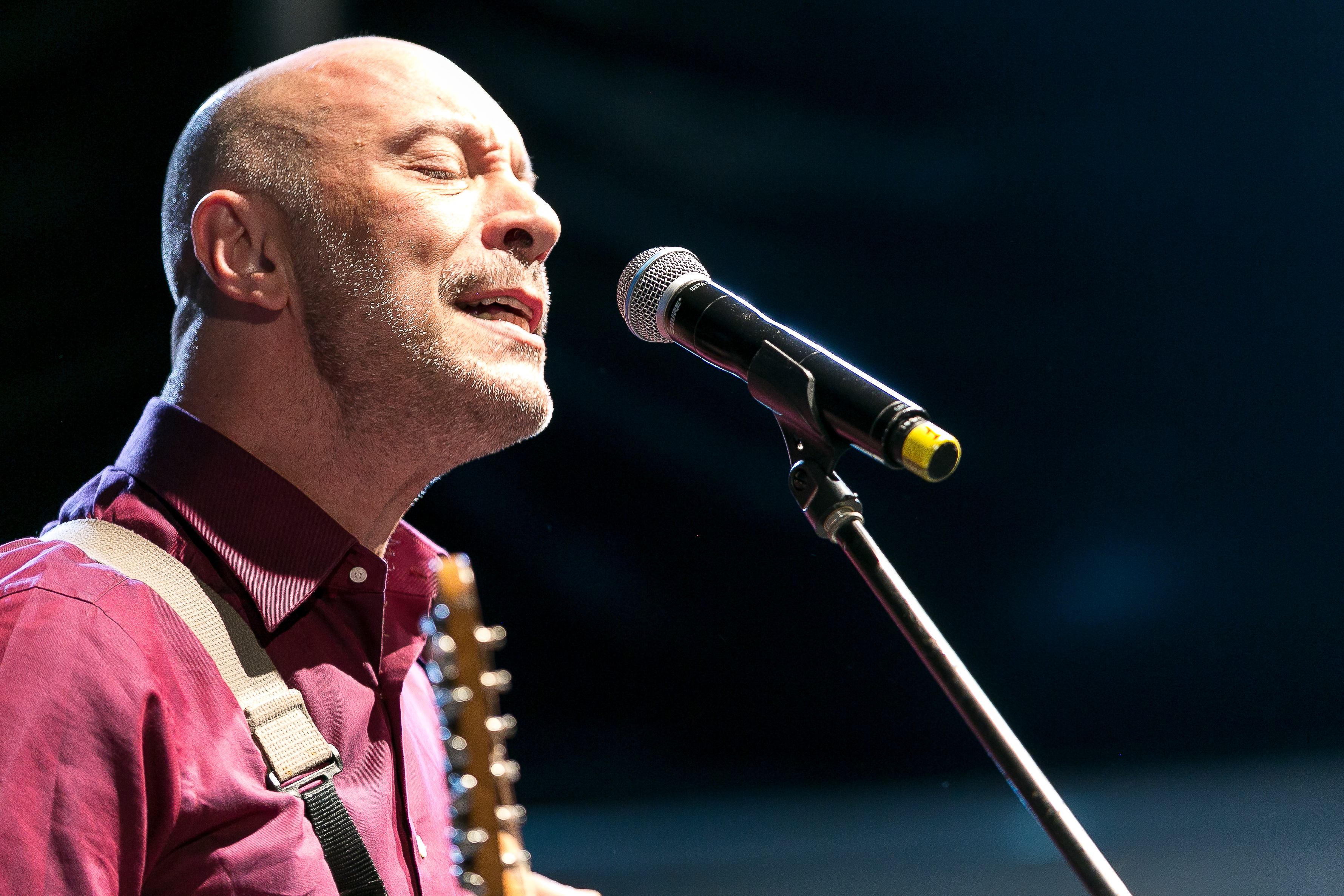
Edgard Scandurra fotografato da Diego Baravelli

- Música Calma para Pessoas Nervosas (1993)
- 7 (1996)
- Você Não Sabe Quem Eu Sou (1998)
- Isso É Amor (1999)
- MTV ao Vivo (2000)
- Entre Seus Rins (2001)
- Acústico MTV (2004)
- Invisível DJ (2007)

### Con gli Smack
- Ao Vivo No Mosh (1984)
- Noite e Dia (1985)
- 3 (EP) (2008)

### Con i Nenhum De Nós
- Nenhum de Nós (1987)
- Mundo Diablo (1996)

### Con gli Ultraje a Rigor
- Inútil/Mim Quer Tocar (1983)
- Sexo!! (1987)

### Con As Mercenárias
- Cadê As Armas? (1986)
- Trashland (1987)

### Con i Black Future
- Eu Sou O Rio (1988)